# Saint Barthélemy (1785)
Saint Barthélemy var en så kallad bermudajakt i svenska flottan. Hon var ett segelfartyg, byggd av trä i Västindien 1785, beställd av Sverige. Hon hette först Måns men under Sverigevistelsen 1787 fick hon namnet ändrat till Saint Barthélemy. Hon deltog i sjöstriderna i Finska viken 1788. 1807 genomgick hon en omfattande renovering. 1827 rapporterades hon som "bristfällig".

## Långresa

### 1787–1788
Då hon var byggd i Västindien startade också hennes första långresa därifrån. Fartygschef var Hans Petter Blom (1750-1796).
1. Saint Barthélemy, Västindien Avseglade 23 april 1787
2. Stockholm
3. Saint Barthélemy, Västindien Anlöpte 5 februari 1788, avseglade 26 mars 1788
4. New York, USA
5. Philadelphia, Pennsylvania, USA
6. Stockholm